# Fritz Reinhardt
Fritz Reinhardt (Ilmenau, 3 aprile 1895 – Ratisbona, 17 giugno 1969) è stato un politico tedesco.

## Biografia
Prese parte alla prima guerra mondiale, venendo catturato e internato per alcuni anni dai russi. Nel primo dopoguerra studiò economia e trovò impiego presso un ufficio del ministero delle finanze.  Nel 1923 aderì al Partito Nazista, e nel 1928 fu nominato Gauleiter del Distretto dell'Alta Baviera.  Lo stesso anno fondò una scuola di oratoria nazista, la Rednerschule der NSDAP, che con la salita al potere del nazismo fu promossa ad organizzazione nazionale.
Eletto nel Reichstag nel 1930, e nel 1933 fu nominato Segretario di stato del ministero delle Finanze, e in questa veste si occupò di finanziare il riarmo della Wehrmacht e promosse il cosiddetto "programma Reinhardt", che riservava parte negli introiti della tassazione a sostenere le condizioni economiche di operai e disoccupati.
Membro dello Sturmabteilung, nel 1933 fu nominato SA-Gruppenführer e nel 1937 fu promosso a SA-Obergruppenführer. Nel secondo dopoguerra scontò quattro anni di carcere.